# Ridsport vid olympiska sommarspelen 1964
Ridsport vid olympiska sommarspelen 1964 arrangerades mellan 16 oktober och 24 oktober i Karuizawa utanför Tokyo. 116 deltagare från 21 nationer gjorde upp om medaljerna i de sex grenarna.

## Medaljtabell
| Pl. | Nation                 | Guld | Silver | Brons | Totalt |
| --- | ---------------------- | ---- | ------ | ----- | ------ |
| 1   | Tysklands förenade lag | 2    | 2      | 2     | 6      |
| 2   | Italien                | 2    | 0      | 1     | 3      |
| 3   | Frankrike              | 1    | 1      | 0     | 2      |
| 3   | Schweiz                | 1    | 1      | 0     | 2      |
| 5   | Argentina              | 0    | 1      | 0     | 1      |
| 5   | USA                    | 0    | 1      | 0     | 1      |
| 7   | Sovjetunionen          | 0    | 0      | 2     | 2      |
| 8   | Storbritannien         | 0    | 0      | 1     | 1      |

## Medaljsammanfattning

### Dressyr
| Gren                            | Guld                                                | Guld                                                | Silver                                                      | Silver                                                      | Brons                                                 | Brons                                                 |
| ------------------------------- | --------------------------------------------------- | --------------------------------------------------- | ----------------------------------------------------------- | ----------------------------------------------------------- | ----------------------------------------------------- | ----------------------------------------------------- |
| Individuell dressyr detaljer    | Henri Chammartin Schweiz                            | Henri Chammartin Schweiz                            | Harry Boldt Tyskland                                        | Harry Boldt Tyskland                                        | Sergej Filatov Sovjetunionen                          | Sergej Filatov Sovjetunionen                          |
| Lagtävlingen i dressyr detaljer | Tyskland Harry Boldt Josef Neckermann Reiner Klimke | Tyskland Harry Boldt Josef Neckermann Reiner Klimke | Schweiz Henri Chammartin Gustav Fischer Marianne Gossweiler | Schweiz Henri Chammartin Gustav Fischer Marianne Gossweiler | Sovjetunionen Sergej Filatov Ivan Kizimov Ivan Kalita | Sovjetunionen Sergej Filatov Ivan Kizimov Ivan Kalita |

### Fälttävlan
| Gren                               | Guld                                                                     | Guld                                                                     | Silver                                                         | Silver                                                         | Brons                                                                   | Brons                                                                   |
| ---------------------------------- | ------------------------------------------------------------------------ | ------------------------------------------------------------------------ | -------------------------------------------------------------- | -------------------------------------------------------------- | ----------------------------------------------------------------------- | ----------------------------------------------------------------------- |
| Individuell fälttävlan detaljer    | Mauro Checcoli Italien                                                   | Mauro Checcoli Italien                                                   | Carlos Moratorio Argentina                                     | Carlos Moratorio Argentina                                     | Fritz Ligges Tyskland                                                   | Fritz Ligges Tyskland                                                   |
| Lagtävlingen i fälttävlan detaljer | Italien Paolo Angioni Mauro Checcoli Giuseppe Ravano Alessandro Argenton | Italien Paolo Angioni Mauro Checcoli Giuseppe Ravano Alessandro Argenton | USA Lana du Pont Michael Page John Michael Plumb Kevin Freeman | USA Lana du Pont Michael Page John Michael Plumb Kevin Freeman | Tyskland Fritz Ligges Horst Karsten Gerhard Schultz Karl-Heinz Fuhrmann | Tyskland Fritz Ligges Horst Karsten Gerhard Schultz Karl-Heinz Fuhrmann |

### Hoppning
| Gren                             | Guld                                                          | Guld                                                          | Silver                                                         | Silver                                                         | Brons                                                      | Brons                                                      |
| -------------------------------- | ------------------------------------------------------------- | ------------------------------------------------------------- | -------------------------------------------------------------- | -------------------------------------------------------------- | ---------------------------------------------------------- | ---------------------------------------------------------- |
| Individuell hoppning detaljer    | Pierre Jonquères d’Oriola Frankrike                           | Pierre Jonquères d’Oriola Frankrike                           | Hermann Schride Tyskland                                       | Hermann Schride Tyskland                                       | Peter Robeson Storbritannien                               | Peter Robeson Storbritannien                               |
| Lagtävlingen i hoppning detaljer | Tyskland Hermann Schridde Kurt Jarasinski Hans Günter Winkler | Tyskland Hermann Schridde Kurt Jarasinski Hans Günter Winkler | Frankrike Pierre Jonquères d’Oriola Janou Lefèbvre Guy Lefrant | Frankrike Pierre Jonquères d’Oriola Janou Lefèbvre Guy Lefrant | Italien Piero d’Inzeo Raimondo d’Inzeo Graziano Mancinelli | Italien Piero d’Inzeo Raimondo d’Inzeo Graziano Mancinelli |

Denna tabell: visa • redigera

## Fotnoter
1. 1 2 3  ”1964 The Sport”. FEI History Hub. FEI. http://history.fei.org/node/60. Läst 28 december 2014.
2. 1 2 3 4 5 6  ”Results”. FEI. http://history.fei.org/node/61. Läst 28 december 2014.